# Maksim Chmerkovskiy
Maksim "Maks" Aleksandrovich Chmerkovskiy (Odesa, Óblast de Odesa, 17 de enero de 1980) es un bailarín de salón y coreógrafo ucraniano-estadounidense. Es más conocido por ser uno de los bailarines profesionales del programa estadounidense Dancing with the Stars de ABC, en el que participó por diecisiete temporadas, ganando la temporada 18 junto con la patinadora artística Meryl Davis.
Chmerkovskiy también ha protagonizado las producciones de Broadway de los espectáculos de baile Burn the Floor y Forever Tango.

## Biografía
Chmerkovskiy nació el 17 de enero de 1980, en Odesa, Ucrania Soviética, siendo sus padres Aleksandr "Sasha" Chmerkovskiy y Larisa Chmerkovskaya. Tiene un hermano menor, Valentin Chmerkovskiy, quién es también un bailarín profesional. Su padre es judío y su madre es cristiana, él se ha descrito como judío.
Empezó su carrera de baile desde la edad de 4 años cuándo sus padres lo inscribieron en una escuela de educación estética. El objetivo de la escuela era formar a los niños para convertirse en jóvenes educados, esta educación incluía modales y bailes de salón. Él finalmente comenzó a competir en bailes para menores de diez años, que incluía bailes de salón y bailes latinos. Chmerkovskiy también participó en tenis, fútbol y natación.
A los 13 años, se rompió la pierna derecha en un accidente de esquí por lo que se le puso una varilla de titanio para estabilizarla. Los médicos preveían dificultades a largo plazo y pocas posibilidades de una carrera de baile; sin embargo, se recuperó y comenzó a bailar nuevamente seis meses después.
Su familia inmigró a Brooklyn, Nueva York en 1994.
Los desafíos de la inmigración para Chmerkovskiy y su familia incluyeron barreras financieras y lingüísticas. Trasladarse a los Estados Unidos también le dio a Chmerkovskiy la oportunidad de rehacerse a sí mismo como bailarín. A los 15 años comenzó a trabajar en un restaurante ruso local, bailando como entretenimiento. Trabajando en el restaurante, Chmerkovskiy decidió ganar competencias como bailarín siendo una manera de argumentar por un salario más alto.

## Competencias de baile
Como bailarín, Chmerkovskiy compitió bajo el nivel profesional en la categoría international latin. Con su compañera Elena Grinenko, con la que Chmerkovskiy compitió entre 2002 y 2005, Chmerkovskiy logró el segundo puesto en Estados Unidos y el séptimo puesto en el mundial entre las mejores parejas profesionales.

### Títulos de baile
- 2005 ganador del Yankee Classic Professional Latin[17]
- 2005 semifinalista del Blackpool Dance Festival
- 2004 ganador del Manhattan Dancesport Professional Latin
- 2004 ganador del Nevada Star Ball
- 2004 finalista del World Masters
- 2004 finalista del Moscow Kremlin Cup
- 2004 Festival de Dancesport de Filadelfia
- 2003 ganador del All England
- 2003 ganador del Ohio Star Ball Latin
- 2003 ganador del La Classique du Quebec

### Apertura de estudios de baile
A los 16 años, Chmerkovskiy y su padre abrieron un estudio de baile competitivo orientado a los jóvenes, Rising Stars Dance Academy, en el segundo piso de un edificio que su padre poseía en Ridgewood, Nueva Jersey. Chmerkovskiy dijo que eligió Nueva Jersey porque había una plétora de estudios de baile que no le gustaban ya establecidos en Brooklyn. El estudio se trasladó un par de veces hasta que terminó en Saddle Brook, Nueva Jersey. Él dijo en 2011 sobre elegir una ubicación en Nueva Jersey: «No quería abrir un estudio que se convertiría solo en un de los estudios en la zona. Quería abrir mi estudio en algún lugar donde no había nada parecido y donde la gente lo miraría sin ideas preconcebidas».
En 2001, Chmerkovskiy tuvo su primer gran éxito como instructor cuando ayudó a su hermano, Valentin, de 16 años, y Diana Olonetskaya, de 15 años, a convertirse en la primera pareja de baile estadounidense en ganar un campeonato mundial de menores. Chmerkovskiy también enseñó a Serge Onik, un bailarín participante de la undécima temporada de So You Think You Can Dance en 2014, donde Onik fue eliminado justo antes del top 10.
Además de Rising Stars, Chmerkovskiy posee varios estudios de baile bajo la marca «Dance With Me». La mayoría se encuentran en el área metropolitana de Nueva York.

## Dancing with the Stars
Chmerkovskiy compitió como bailarín profesional en Dancing with the Stars por primera vez en 2006 desde la temporada 2, donde fue emparejado con la actriz Tia Carrere, ellos fueron eliminados en la quinta semana y terminaron en el sexto puesto. Para la temporada 3 fue pareja de la cantante Willa Ford, siendola quinta pareja eliminada y quedando en el séptimo puesto.
En 2007, para la temporada 4 fue emparejado con la boxeadora Laila Ali, logrando llegar a la final y ubicándose en el tercer puesto. Para la temporada 5 fue emparejado con la cantante de las Spice Girls, Mel B; ellos también lograron llegar a la final y finalizaron en el segundo puesto, perdiendo ante Hélio Castroneves y Julianne Hough. Tras la final, él anunció a TV Guide que no volvería al programa debido al estrés, algo que luego dijo a la revista People.
En 2008, Chmerkovskiy no compitió en la temporada 6 como se había previsto, pero se anunció su regresó para la temporada 7 donde fue pareja de la voleibolista de playa Misty May-Treanor. Ellos tuvieron que retirarse de la competencia en la tercera semana debido a que May-Treanor sufrió una lesión, quedando en el décimo puesto.
En 2009, fue emparejado con la actriz Denise Richards para la temporada 8, siendo los segundos eliminados y quedando en el duodécimo puesto. Para la temporada 9 tuvo como pareja a la actriz Debi Mazar, durante la cual fueron la cuarta pareja eliminada y quedaron en el duodécimo puesto; durante la quinta semana de esta temporada, Chmerkovskiy bailó con Joanna Krupa debido a que su pareja Derek Hough estaba enfermo.
En 2010, para la temporada 10 tuvo de pareja a la reportera de ESPN Erin Andrews, con quien llegó a la final terminando en el tercer puesto. Para la temporada 11 fue emparejado con la cantante y actriz Brandy, llegando hasta la semifinal y quedando en el cuarto puesto; su eliminación fue sorprendente debido a que fueron constantemente una de las parejas con los puntajes más altos.
En 2011, tuvo como pareja a la actriz Kirstie Alley para la temporada 12, logrando llegar a la final y ubicándose en el segundo puesto, detrás de Hines Ward y Kym Johnson. Para la temporada 13 fue emparejado con guardameta del equipo de fútbol de los Estados Unidos, Hope Solo; la pareja llegó hasta la semifinal y quedaron en el cuarto puesto.
En 2012, fue emparejado para la temporada 14 con la actriz Melissa Gilbert, siendo eliminados en una doble eliminación en la octava semana y terminando en el quinto puesto. Para la temporada 15, una edición All-stars, él regresó con su pareja de la temporada 12, Kirstie Alley, siendo también eliminados en una doble eliminación en la octava semana y quedando en el séptimo puesto.
En febrero de 2013, se anunció que Chmerkovskiy no participaría en las temporadas 16 y  17. Ya en 2014, se reveló que volvería para la temporada 18, donde fue emparejado con la patinadora olímpica Meryl Davis; la pareja logró llegar a la final y fue nombrada como la ganadora, marcando la primera victoria de Chmerkovskiy.
El 25 de agosto de 2016, se confirmó su regreso al programa en la temporada 23 luego de estar ausente por cuatro temporadas, teniendo como pareja a la modelo y presentadora Amber Rose, siendo eliminados en la sexta semana y terminando en el noveno puesto. Aunque él en un inició planeaba no volver a participar, anunció su regresó para la temporada 24 donde fue emparejado con la actriz de Glee, Heather Morris, aunque no bailó con ella por cuatro semanas debido a una lesión, siendo reemplazado en ese lapso por Alan Bersten. Finalmente, Morris y Chmerkovskiy fueron sorprendentemente eliminados en la sexta semana después de recibir el primer puntaje perfecto de la temporada, terminando en el octavo puesto.
En 2017, para la temporada 25 fue emparejado con la modelo y presentadora de televisión Vanessa Lachey, con quien fue eliminado en una doble eliminación y quedaron en el séptimo puesto. Esta fue la última temporada de Chmerkovskiy en el programa, anunciando el 5 de abril de 2018, que no volvería al programa como bailarín profesional.

### Rendimiento
| Temporada                                        | Pareja            | Puesto | Promedio |
| ------------------------------------------------ | ----------------- | ------ | -------- |
| 2                                                | Tia Carrere       | 6.º    | 23.00    |
| 3                                                | Willa Ford        | 7.º    | 24.40    |
| 4                                                | Laila Ali         | 3.º    | 27.00    |
| 5                                                | Mel B             | 2.º    | 27.60    |
| 7                                                | Misty May-Treanor | 10.º   | 21.00    |
| 8                                                | Denise Richards   | 12.º   | 18.33    |
| 9                                                | Debi Mazar        | 12.º   | 18.00    |
| 10                                               | Erin Andrews      | 3.º    | 24.63    |
| 11                                               | Brandy            | 4.º    | 26.00    |
| 12                                               | Kirstie Alley     | 2.º    | 24.67    |
| 13                                               | Hope Solo         | 4.º    | 23.25    |
| 14                                               | Melissa Gilbert   | 5.º    | 22.90    |
| 15                                               | Kirstie Alley     | 7.º    | 24.15    |
| 18                                               | Meryl Davis       | 1.º    | 28.40    |
| 23                                               | Amber Rose        | 9.º    | 20.63*   |
| 24                                               | Heather Morris    | 8.º    | 25.07*   |
| 25                                               | Vanessa Lachey    | 7.º    | 24.44    |
| * Promedios ajustados a una escala de 30 puntos. |                   |        |          |

- Temporada 2 con Tia Carrere

| Semana | Baile / Canción                            | Puntajes de los jueces | Puntajes de los jueces | Puntajes de los jueces | Resultado   |
| Semana | Baile / Canción                            | C. I.                  | L. G.                  | B. T.                  | Resultado   |
| ------ | ------------------------------------------ | ---------------------- | ---------------------- | ---------------------- | ----------- |
| 1      | Vals / «What a Wonderful World»            | 6                      | 7                      | 7                      | Dos últimos |
| 2      | Rumba / «Emotion»                          | 7                      | 8                      | 7                      | Salvados    |
| 3      | Tango / «Por una cabeza»                   | 9                      | 8                      | 9                      | Salvados    |
| 4      | Foxtrot / «Dream a Little Dream of Me»     | 9                      | 8                      | 8                      | Dos últimos |
| 5      | Samba / «No More Tears (Enough is Enough)» | 7                      | 7                      | 8                      | Eliminados  |
| 5      | Grupo de Salsa / «Rhythm Is Gonna Get You» | Sin puntos extras      | Sin puntos extras      | Sin puntos extras      | Eliminados  |

- Temporada 3 con Willa Ford

| Semana | Baile / Canción                 | Puntajes de los jueces | Puntajes de los jueces | Puntajes de los jueces | Resultado   |
| Semana | Baile / Canción                 | C. I.                  | L. G.                  | B. T.                  | Resultado   |
| ------ | ------------------------------- | ---------------------- | ---------------------- | ---------------------- | ----------- |
| 1      | Foxtrot / «True»                | 7                      | 7                      | 8                      | Salvados    |
| 2      | Mambo / «Get Busy»              | 7                      | 8                      | 8                      | Dos últimos |
| 3      | Jive / «SOS»                    | 7                      | 7                      | 8                      | Salvados    |
| 4      | Vals / «You Light Up My Life»   | 9                      | 9                      | 10                     | Salvados    |
| 5      | Rumba / «Every Breath You Take» | 9                      | 9                      | 9                      | Eliminados  |

- Temporada 4 con Laila Ali

| Semana        | Baile / Canción                                    | Puntajes de los jueces | Puntajes de los jueces | Puntajes de los jueces | Resultado       |
| Semana        | Baile / Canción                                    | C. I.                  | L. G.                  | B. T.                  | Resultado       |
| ------------- | -------------------------------------------------- | ---------------------- | ---------------------- | ---------------------- | --------------- |
| 1             | Foxtrot / «How Sweet It Is (To Be Loved by You)»   | 7                      | 8                      | 8                      | Sin eliminación |
| 2             | Mambo / «Maracaibo Oriental»                       | 9                      | 9                      | 9                      | Salvados        |
| 3             | Tango / «Goldfinger»                               | 7                      | 7                      | 7                      | Salvados        |
| 4             | Pasodoble / «Les Toreadors»                        | 7                      | 7                      | 7                      | Salvados        |
| 5             | Rumba / «Put Your Records On»                      | 9                      | 10                     | 9                      | Salvados        |
| 6             | Chachachá / «Hold On, I'm Comin'»                  | 9                      | 9                      | 10                     | Salvados        |
| 6             | Grupo de Swing / «Rock This Town»                  | Sin puntos extras      | Sin puntos extras      | Sin puntos extras      | Salvados        |
| 7             | Quickstep / «Part-Time Lover»                      | 10                     | 9                      | 10                     | Salvados        |
| 7             | Samba / «Brazil»                                   | 10                     | 10                     | 10                     | Salvados        |
| 8             | Vals / «May Each Day»                              | 9                      | 9                      | 9                      | Salvados        |
| 8             | Jive / «Bad, Bad Leroy Brown»                      | 9                      | 8                      | 9                      | Salvados        |
| 9 (Semifinal) | Quickstep / «Walk Like an Egyptian»                | 10                     | 10                     | 10                     | Salvados        |
| 9 (Semifinal) | Chachachá / «She's a Lady»                         | 10                     | 10                     | 10                     | Salvados        |
| 10 (Final)    | Pasodoble / «España Cani»                          | 10                     | 9                      | 10                     | Tercer puesto   |
| 10 (Final)    | Freestyle / «Shake Your Body (Down to the Ground)» | 9                      | 8                      | 9                      | Tercer puesto   |
| 10 (Final)    | Mambo / «Maracaibo Oriental»                       | 10                     | 10                     | 10                     | Tercer puesto   |

- Temporada 5 con Mel B

| Semana        | Baile / Canción                             | Puntajes de los jueces | Puntajes de los jueces | Puntajes de los jueces | Resultado      |
| Semana        | Baile / Canción                             | C. I.                  | L. G.                  | B. T.                  | Resultado      |
| ------------- | ------------------------------------------- | ---------------------- | ---------------------- | ---------------------- | -------------- |
| 1             | Chachachá / «A Deeper Love»                 | 8                      | 8                      | 8                      | Salvados       |
| 2             | Quickstep / «Take on Me»                    | 7                      | 8                      | 8                      | Salvados       |
| 3             | Jive / «Sweet Soul Music»                   | 9                      | 9                      | 9                      | Salvados       |
| 4             | Vals vienés / «Breakaway»                   | 8                      | 9                      | 9                      | Dos últimos    |
| 5             | Samba / «Spice Up Your Life»                | 10                     | 9                      | 10                     | Salvados       |
| 6             | Rumba / «A Woman's Worth»                   | 10                     | 10                     | 10                     | Salvados       |
| 6             | Grupo de Rock and roll / «Rockin' Robin»    | Sin untos extras       | Sin untos extras       | Sin untos extras       | Salvados       |
| 7             | Foxtrot / «Jimmy Mack»                      | 8                      | 8                      | 8                      | Salvados       |
| 7             | Pasodoble / «Free Your Mind»                | 10                     | 10                     | 10                     | Salvados       |
| 8             | Tango / «Personal Jesus»                    | 9                      | 9                      | 9                      | Salvados       |
| 8             | Mambo / «Mambo Jambo»                       | 9                      | 10                     | 10                     | Salvados       |
| 9 (Semifinal) | Vals vienés / «Somebody to Love»            | 10                     | 10                     | 10                     | Salvados       |
| 9 (Semifinal) | Pasodoble / «(I Can't Get No) Satisfaction» | 10                     | 10                     | 10                     | Salvados       |
| 10 (Final)    | Chachachá / «Car Wash»                      | 9                      | 9                      | 10                     | Segundo puesto |
| 10 (Final)    | Freestyle / «The Way I Are»                 | 9                      | 9                      | 9                      | Segundo puesto |
| 10 (Final)    | Mambo / «Mambo Jambo»                       | 10                     | 10                     | 10                     | Segundo puesto |

- Temporada 7 con Misty May-Treanor

| Semana | Baile / Canción                                | Puntajes de los jueces | Puntajes de los jueces | Puntajes de los jueces | Resultado   |
| Semana | Baile / Canción                                | C. I.                  | L. G.                  | B. T.                  | Resultado   |
| ------ | ---------------------------------------------- | ---------------------- | ---------------------- | ---------------------- | ----------- |
| 1      | Foxtrot / «This Will Be (An Everlasting Love)» | 6                      | 8                      | 7                      | Salvados    |
| 1      | Mambo / «Black Mambo»                          | 7                      | 7                      | 7                      | Salvados    |
| 2      | Pasodoble / «Take Me Out»                      | 7                      | 7                      | 7                      | Salvados    |
| 3      | Jive / «Shake It»                              | —                      | —                      | —                      | Abandonaron |

- Temporada 8 con Denise Richards

| Semana | Baile / Canción                       | Puntajes de los jueces | Puntajes de los jueces | Puntajes de los jueces | Resultado       |
| Semana | Baile / Canción                       | C. I.                  | L. G.                  | B. T.                  | Resultado       |
| ------ | ------------------------------------- | ---------------------- | ---------------------- | ---------------------- | --------------- |
| 1      | Chachachá / «Nothin' but a Good Time» | 6                      | 6                      | 6                      | Sin eliminación |
| 2      | Quickstep / «We Go Together»          | 7                      | 7                      | 7                      | Salvados        |
| 3      | Samba / «Take a Picture»              | 5                      | 6                      | 5                      | Eliminados      |

- Temporada 9 con Debi Mazar

| Semana                                                               | Baile / Canción                               | Puntajes de los jueces | Puntajes de los jueces | Puntajes de los jueces | Resultado   |
| Semana                                                               | Baile / Canción                               | C. I.                  | L. G.                  | B. T.                  | Resultado   |
| -------------------------------------------------------------------- | --------------------------------------------- | ---------------------- | ---------------------- | ---------------------- | ----------- |
| 1                                                                    | Salsa / «Complicación»                        | 6                      | 5                      | 5                      | Salvados    |
| 1                                                                    | Relevo de Foxtrot / «The Best is Yet to Come» | 6 puntos extras        | 6 puntos extras        | 6 puntos extras        | Salvados    |
| 2                                                                    | Tango / «El Tango de Roxanne»                 | 7                      | 71                     | 7                      | Dos últimos |
| 3                                                                    | Samba / «Love Is in the Air»                  | 6                      | 5                      | 6                      | Eliminados  |
| 1Puntaje dado por el juez invitado Baz Luhrmann en lugar de Goodman. |                                               |                        |                        |                        |             |

- Temporada 10 con Erin Andrews

| Semana                                                                                      | Baile / Canción                           | Puntajes de los jueces | Puntajes de los jueces | Puntajes de los jueces | Resultado        |
| Semana                                                                                      | Baile / Canción                           | C. I.                  | L. G.                  | B. T.                  | Resultado        |
| ------------------------------------------------------------------------------------------- | ----------------------------------------- | ---------------------- | ---------------------- | ---------------------- | ---------------- |
| 1                                                                                           | Chachachá / «Tik Tok»                     | 7                      | 7                      | 7                      | Sin eliminación  |
| 2                                                                                           | Foxtrot / «Love Story»                    | 8                      | 7                      | 8                      | Salvados         |
| 3                                                                                           | Vals / «See the Day»                      | 8                      | 7                      | 8                      | Salvados         |
| 41                                                                                          | Tango / «Sweet Dreams (Are Made of This)» | 6/7                    | 6/7                    | 6/7                    | Salvados         |
| 5                                                                                           | Jive / «You Never Can Tell»               | 7                      | 7                      | 8                      | Salvados         |
| 6                                                                                           | Samba / «When I Get You Alone»            | 9                      | 7                      | 9                      | Salvados         |
| 6                                                                                           | Maratón de Swing / «In the Mood»          | 9 puntos extras        | 9 puntos extras        | 9 puntos extras        | Salvados         |
| 7                                                                                           | Quickstep / «Dancin' Fool»                | 9                      | 9                      | 9                      | Dos últimos      |
| 7                                                                                           | Chachachá en equipo / «Holiday»           | 8                      | 8                      | 8                      | Dos últimos      |
| 8                                                                                           | Tango argentino / «Una Música Brutal»     | 9                      | 10                     | 9                      | Salvados         |
| 8                                                                                           | Rumba / «Missing You»                     | 8                      | 8                      | 9                      | Salvados         |
| 9 (Semifinal)                                                                               | Vals vienés / «February Song»             | 9                      | 9                      | 9                      | Últimos salvados |
| 9 (Semifinal)                                                                               | Pasodoble / «U Got the Look»              | 10                     | 9                      | 10                     | Últimos salvados |
| 10 (Final)                                                                                  | Samba / «Mi Swing es Tropical»            | 10                     | 10                     | 9                      | Tercer puesto    |
| 10 (Final)                                                                                  | Freestyle / «Alone»                       | 9                      | 8                      | 9                      | Tercer puesto    |
| 10 (Final)                                                                                  | Tango argentino / «Una Música Brutal»     | 26 puntos extras       | 26 puntos extras       | 26 puntos extras       | Tercer puesto    |
| 1Esta semana se recibió dos puntajes, uno por la ejecución técnica y otro por el desempeño. |                                           |                        |                        |                        |                  |

- Temporada 11 con Brandy

| Semana | Baile / Canción                        | Puntajes de los jueces | Puntajes de los jueces | Puntajes de los jueces | Resultado        |
| Semana | Baile / Canción                        | C. I.                  | L. G.                  | B. T.                  | Resultado        |
| --- | -------------------------------------- | ---------------------- | ---------------------- | ---------------------- | ---------------- |
| 1 | Vals vienés / «Cry Me Out»             | 7                      | 8                      | 8                      | Salvados         |
| 2 | Jive / «Magic»                         | 7                      | 7                      | 7                      | Salvados         |
| 3 | Samba / «Put It in a Love Song»        | 8                      | 8                      | 8                      | Salvados         |
| 41 | Rumba / «This Woman's Work»            | 7/9                    | 8/8                    | 7/9                    | Salvados         |
| 5 | Quickstep / «I'll Be There for You»    | 9                      | 9                      | 9                      | Salvados         |
| 6 | Tango / «Holding Out for a Hero»       | 8                      | 9                      | 9                      | Salvados         |
| 6 | Maratón de Rock and roll / «La Grange» | 10 puntos extras       | 10 puntos extras       | 10 puntos extras       | Salvados         |
| 7 | Chachachá en equipo / «Bust A Move»    | 9                      | 9                      | 9                      | Salvados         |
| 7 | Foxtrot / «Fever»                      | 92/9                   | 10                     | 9                      | Salvados         |
| 8 | Vals / «Dark Waltz»                    | 9                      | 10                     | 10                     | Últimos salvados |
| 8 | Chachachá / «Teenage Dream»            | 9                      | 9                      | 10                     | Últimos salvados |
| 9 (Semifinal) | Pasodoble / «Firework»                 | 9                      | 9                      | 9                      | Eliminados       |
| 9 (Semifinal) | Tango argentino / «Taquito militar»    | 10                     | 10                     | 10                     | Eliminados       |
| 1Esta semana se recibió dos puntajes, uno por la ejecución técnica y otro por el desempeño. 2Puntaje dado por el juez invitado Gilles Marini. |                                        |                        |                        |                        |                  |

- Temporada 12 con Kirstie Alley

| Semana                                           | Baile / Canción                               | Puntajes de los jueces | Puntajes de los jueces | Puntajes de los jueces | Resultado        |
| Semana                                           | Baile / Canción                               | C. I.                  | L. G.                  | B. T.                  | Resultado        |
| ------------------------------------------------ | --------------------------------------------- | ---------------------- | ---------------------- | ---------------------- | ---------------- |
| 1                                                | Chachachá / «Forget You»                      | 8                      | 7                      | 8                      | Sin eliminación  |
| 2                                                | Quickstep / «Black Horse and the Cherry Tree» | 7                      | 6                      | 7                      | Salvados         |
| 3                                                | Rumba / «Over the Rainbow»                    | 7                      | 7                      | 7                      | Salvados         |
| 4                                                | Vals / «The Flower Duet»                      | 7                      | 7                      | 8                      | Salvados         |
| 5                                                | Foxtrot / «American Woman»                    | 8                      | 7                      | 8                      | Salvados         |
| 6                                                | Samba / «...Baby One More Time»               | 8                      | 9                      | 9                      | Salvados         |
| 7                                                | Chachachá en equipo / «We R Who We R»         | 71/7                   | 8                      | 8                      | Salvados         |
| 7                                                | Jive / «La Bamba»                             | 91/7                   | 6                      | 8                      | Salvados         |
| 8                                                | Tango argentino / «Cite Tango»                | 9                      | 9                      | 10                     | Salvados         |
| 8                                                | Salsa / «Cobrastyle»                          | 8                      | 9                      | 8                      | Salvados         |
| 9 (Semifinal)                                    | Vals vienés / «One and Only»                  | 9                      | 9                      | 9                      | Últimos salvados |
| 9 (Semifinal)                                    | Pasodoble / «White Room»                      | 9                      | 9                      | 9                      | Últimos salvados |
| 9 (Semifinal)                                    | Duelo de Chachachá / «Walkin' on the Sun»     | Sin puntos extras      | Sin puntos extras      | Sin puntos extras      | Últimos salvados |
| 10 (Final)                                       | Samba / «Magalenha»                           | 9                      | 9                      | 9                      | Segundo puesto   |
| 10 (Final)                                       | Freestyle / «Perfect»                         | 9                      | 9                      | 9                      | Segundo puesto   |
| 10 (Final)                                       | Chachachá / «Forget You»                      | 10                     | 10                     | 10                     | Segundo puesto   |
| 1Puntaje dado por el juez invitado Donnie Burns. |                                               |                        |                        |                        |                  |

- Temporada 13 con Hope Solo

| Semana        | Baile / Canción                                   | Puntajes de los jueces | Puntajes de los jueces | Puntajes de los jueces | Resultado        |
| Semana        | Baile / Canción                                   | C. I.                  | L. G.                  | B. T.                  | Resultado        |
| ------------- | ------------------------------------------------- | ---------------------- | ---------------------- | ---------------------- | ---------------- |
| 1             | Vals vienés / «Satellite»                         | 7                      | 7                      | 7                      | Salvados         |
| 2             | Jive / «Girlfriend»                               | 6                      | 7                      | 6                      | Salvados         |
| 3             | Chachachá / «Tonight (I'm Lovin' You)»            | 8                      | 8                      | 8                      | Últimos salvados |
| 4             | Foxtrot / «You've Got a Friend in Me»             | 8                      | 8                      | 8                      | Salvados         |
| 5             | Tango / «Livin' on a Prayer»                      | 8                      | 8                      | 8                      | Últimos salvados |
| 6             | Rumba / «Seasons of Love»                         | 7                      | 6                      | 7                      | Últimos salvados |
| 6             | Grupo de Broadway / «Big Spender» & «Money Money» | Sin puntos extras      | Sin puntos extras      | Sin puntos extras      | Últimos salvados |
| 7             | Samba / «Werewolves of London»                    | 8                      | 8                      | 8                      | Salvados         |
| 7             | Pasodoble en equipo / «Bring Me to Life»          | 9                      | 8                      | 9                      | Salvados         |
| 8             | Quickstep / «Valerie»                             | 9                      | 9                      | 9                      | Salvados         |
| 8             | Jive / «The Best Damn Thing»                      | 8                      | 9                      | 8                      | Salvados         |
| 9 (Semifinal) | Pasodoble / «Can't Be Tamed»                      | 7                      | 7                      | 7                      | Eliminados       |
| 9 (Semifinal) | Tango argentino / «Whatever Lola Wants»           | 8                      | 8                      | 8                      | Eliminados       |
| 9 (Semifinal) | Chachachá relay / «I Like How It Feels»           | 4 puntos extras        | 4 puntos extras        | 4 puntos extras        | Eliminados       |

- Temporada 14 con Melissa Gilbert

| Semana | Baile / Canción                             | Puntajes de los jueces | Puntajes de los jueces | Puntajes de los jueces | Resultado       |
| Semana | Baile / Canción                             | C. I.                  | L. G.                  | B. T.                  | Resultado       |
| ------ | ------------------------------------------- | ---------------------- | ---------------------- | ---------------------- | --------------- |
| 1      | Chachachá / «Ain't No Mountain High Enough» | 7                      | 6                      | 7                      | Sin eliminación |
| 2      | Quickstep / «Dancing with Myself»           | 7                      | 6                      | 7                      | Salvados        |
| 3      | Jive / «Dog Days Are Over»                  | 8                      | 8                      | 8                      | Salvados        |
| 4      | Pasodoble / «Conquest»                      | 7                      | 8                      | 7                      | Salvados        |
| 5      | Salsa / «Aguanile»                          | 7                      | 7                      | 7                      | Salvados        |
| 6      | Vals vienés / «Ooh Baby Baby»               | 8                      | 8                      | 8                      | Salvados        |
| 6      | Maratón de Motown / «Nowhere to Run»        | 6 puntos extras        | 6 puntos extras        | 6 puntos extras        | Salvados        |
| 7      | Tango argentino / «Marriage of Figaro»      | 7                      | 7                      | 7                      | Salvados        |
| 7      | Pasodoble en equipo / «O Fortuna»           | 9                      | 8                      | 9                      | Salvados        |
| 8      | Foxtrot / «Maggie May»                      | 8                      | 8                      | 8                      | Eliminados      |
| 8      | Samba en trío / «Hard to Handle»            | 9                      | 9                      | 9                      | Eliminados      |

- Temporada 15 con Kirstie Alley

| Semana                                          | Baile / Canción                                                                     | Puntajes de los jueces | Puntajes de los jueces | Puntajes de los jueces | Resultado       |
| Semana                                          | Baile / Canción                                                                     | C. I.                  | L. G.                  | B. T.                  | Resultado       |
| ----------------------------------------------- | ----------------------------------------------------------------------------------- | ---------------------- | ---------------------- | ---------------------- | --------------- |
| 1                                               | Foxtrot / «Set Fire to the Rain»                                                    | 6.5                    | 6                      | 6.5                    | Salvados        |
| 2                                               | Jive / «Non Non Rien N'a Changé»                                                    | 7.0                    | 7.0                    | 7.0                    | Salvados        |
| 3                                               | Chachachá / «Moves like Jagger»                                                     | 8.0                    | 8.0                    | 8.0                    | Salvados        |
| 4                                               | Charlestón / «Forty-Second Street»                                                  | 7.5                    | 7.5/7.51               | 7.5                    | Dos últimos     |
| 5                                               | Quickstep / «Mrs. Robinson»                                                         | 8.5                    | 8.5                    | 8.5                    | Sin eliminación |
| 5                                               | Freestyle en equipo / «Gangnam Style»                                               | 9.0                    | 9.0                    | 9.0                    | Sin eliminación |
| 6                                               | Rumba / «Home»                                                                      | 9.5                    | 8.5                    | 9.5                    | Salvados        |
| 6                                               | Grupo de Freestyle / «Save a Horse (Ride a Cowboy)» & «I Play Chicken with a Train» | 2 puntos extras        | 2 puntos extras        | 2 puntos extras        | Salvados        |
| 7                                               | Quickstep & Samba fusión / «Sir Duke»                                               | 8.0                    | 8.0                    | 8.0                    | Sin eliminación |
| 7                                               | Maratón de Swing / «Do Your Thing»                                                  | 4 puntos extras        | 4 puntos extras        | 4 puntos extras        | Sin eliminación |
| 8                                               | Vals vienés / «Hallelujah»                                                          | 9.0                    | 9.0                    | 9.0                    | Eliminados      |
| 8                                               | Pasodoble en trío / «Bring Me to Life»                                              | 8.0                    | 8.0                    | 8.0                    | Eliminados      |
| 1Puntaje dado por la juez invitada Paula Abdul. |                                                                                     |                        |                        |                        |                 |

- Temporada 18 con Meryl Davis

| Semana | Baile / Canción                                  | Puntajes de los jueces | Puntajes de los jueces | Puntajes de los jueces | Puntajes de los jueces | Resultado        |
| Semana | Baile / Canción                                  | C. I.                  | L. G.                  | Inv.1                  | B. T.                  | Resultado        |
| --- | ------------------------------------------------ | ---------------------- | ---------------------- | ---------------------- | ---------------------- | ---------------- |
| 1 | Chachachá / «All Night»                          | 8                      | 8                      | —                      | 8                      | Sin eliminación  |
| 2 | Swing / «Big and Bad»                            | 8                      | 9                      | —                      | 8                      | Salvados         |
| 3 | Foxtrot / «All of Me»                            | 10                     | 9                      | 10                     | 10                     | Salvados         |
| 42 | Tango argentino / «Too Close»                    | 10                     | 9                      | 10                     | 10                     | Sin eliminación  |
| 5 | Samba / «I Wan'na Be Like You (The Monkey Song)» | 9                      | 9                      | 9                      | 9                      | Salvados         |
| 6 | Tango / «Feel So Close»                          | 10                     | 10                     | 10                     | 10                     | Salvados         |
| 7 | Salsa / «Adrenalina»                             | 10                     | 9                      | 10                     | 10                     | Salvados         |
| 7 | Freestyle en equipo / «Livin' la Vida Loca»      | 10                     | 9                      | 10                     | 10                     | Salvados         |
| 8 | Rumba / «Read All About It (Pt. III)»            | 9                      | 9                      | 8                      | 10                     | Salvados         |
| 8 | Samba en equipo / «I Luh Ya Papi»                | 8                      | 9                      | 8                      | 9                      | Salvados         |
| 9 (Semifinal) | Jive / «Hound Dog»                               | 10                     | 10                     | 10                     | 10                     | Últimos salvados |
| 9 (Semifinal) | Vals vienés / «Just a Fool»                      | 10                     | 10                     | 10                     | 10                     | Últimos salvados |
| 10 (Final) | Tango argentino / «Montserrat»                   | 10                     | 10                     | —                      | 10                     | Salvados         |
| 10 (Final) | Freestyle / «Latch»                              | 10                     | 10                     | —                      | 10                     | Salvados         |
| 10 (Final) | Foxtrot & Chachachá fusión / «Glowing»           | 10                     | 10                     | —                      | 10                     | Ganadores        |
| 1En orden: Robin Roberts, Julianne Hough, Donny Osmond, Redfoo, Ricky Martin, Abby Lee Miller y Kenny Ortega. 2Por los «cambios de pareja», Davis bailó con Valentin Chmerkovskiy y Chmerkovskiy con Danica McKellar. |                                                  |                        |                        |                        |                        |                  |

- Temporada 23 con Amber Rose

| Semana                                                          | Baile / Canción                       | Puntajes de los jueces | Puntajes de los jueces | Puntajes de los jueces | Puntajes de los jueces | Resultado        |
| Semana                                                          | Baile / Canción                       | C. I.                  | L. G.                  | J. H.                  | B. T.                  | Resultado        |
| --------------------------------------------------------------- | ------------------------------------- | ---------------------- | ---------------------- | ---------------------- | ---------------------- | ---------------- |
| 1                                                               | Foxtrot / «Here»                      | 6                      | 6                      | 6                      | 6                      | Sin eliminación  |
| 2                                                               | Vals vienés / «Game of Thrones Theme» | 6                      | 6                      | 6                      | 6                      | Salvados         |
| 3                                                               | Salsa / «Booty»                       | 7                      | 6                      | 6                      | 6                      | Últimos salvados |
| 4                                                               | Tango argentino / «Tickle Tango»      | 8                      | —                      | 8                      | 8                      | Salvados         |
| 5                                                               | Samba / «Woman Up»                    | 8                      | —                      | 8                      | 8                      | Sin eliminación  |
| 6                                                               | Chachachá / «Bla Bla Bla Cha Cha Cha» | 7                      | 71                     | 7                      | 7                      | Eliminados       |
| 1Puntaje dado por el juez invitado Pitbull en lugar de Goodman. |                                       |                        |                        |                        |                        |                  |

- Temporada 24 con Heather Morris

| Semana | Baile / Canción                                                  | Puntajes de los jueces | Puntajes de los jueces | Puntajes de los jueces | Puntajes de los jueces | Resultado       |
| Semana | Baile / Canción                                                  | C. I.                  | L. G.                  | J. H.                  | B. T.                  | Resultado       |
| --- | ---------------------------------------------------------------- | ---------------------- | ---------------------- | ---------------------- | ---------------------- | --------------- |
| 1 | Vals vienés / «Make Something Beautiful»                         | 7                      | 7                      | 7                      | 7                      | Sin eliminación |
| 21 | Jive / «Grown»                                                   | 8                      | 6                      | 8                      | 8                      | Salvados        |
| 31 | Tango / «Toxic»                                                  | 9                      | 8                      | 8                      | 8                      | Salvados        |
| 41 | Chachachá / «Shut Up and Dance»                                  | 8                      | 9                      | 9                      | 9                      | Salvados        |
| 51 | Jazz / «For the First Time in Forever»                           | 8                      | 8                      | 9                      | 9                      | Salvados        |
| 6 | Rumba / «Waterfalls»                                             | 10                     | 10                     | 102                    | 10                     | Eliminados      |
| 6 | Freestyle en equipo / «My Boyfriend's Back», «No Scrubs» & «BO$» | 8                      | 8                      | 92                     | 9                      | Eliminados      |
| 1Debido a una lesión, Alan Bersten reemplazó a Chmerkovskiy. 2Puntaje dado por el juez invitado Nick Carter en lugar de Hough. |                                                                  |                        |                        |                        |                        |                 |

- Temporada 25 con Vanessa Lachey

| Semana | Baile / Canción                                  | Puntajes de los jueces | Puntajes de los jueces | Puntajes de los jueces | Resultado       |
| Semana | Baile / Canción                                  | C. I.                  | L. G.                  | B. T.                  | Resultado       |
| --- | ------------------------------------------------ | ---------------------- | ---------------------- | ---------------------- | --------------- |
| 1 | Chachachá / «Woman»                              | 7                      | 7                      | 7                      | Sin eliminación |
| 2 | Foxtrot / «Hit Me with a Hot Note»               | 8                      | 8                      | 8                      | Salvados        |
| 2 | Salsa / «Instruction»                            | 8                      | 8                      | 7                      | Salvados        |
| 31 | Jazz / «Girls Just Want to Have Fun»             | 7                      | 8                      | 8                      | Sin eliminación |
| 4 | Rumba / «Godspeed (Sweet Dreams)»                | 8                      | 8                      | 8                      | Salvados        |
| 5 | Vals / «Un Jour Mon Prince Viendra»              | 8                      | 8                      | 8                      | Salvados        |
| 6 | Quickstep / «Let's Be Bad»                       | 9                      | 9/92                   | 9                      | Salvados        |
| 7 | Pasodoble / «Game of Survival»                   | 8                      | 8                      | 8                      | Eliminados      |
| 7 | Freestyle en equipo / «The Phantom of the Opera» | 10                     | 10                     | 10                     | Eliminados      |
| 1Debido a un problema personal, Alan Bersten reemplazó a Chmerkovskiy. 2Puntaje dado por la juez invitada Shania Twain. |                                                  |                        |                        |                        |                 |

### Juez invitado
Para la temporada 17, Chmerkovskiy fue un juez invitado durante la semifinal en la décima semana. Luego regresó al programa como un juez invitado durante la quinta semana de la temporada 21. Nuevamente regresó a la mesa de jurado en la quinta semana de la temporada 22, en la semana de cambios de parejas.

## Teatro
Su trabajo profesional incluye coreografías para el espectáculo acuático Le Rêve del Wynn Las Vegas. En 2008, la contribución de Chmerkovskiy a Le Rêve incluyó la coreografía de tres números: «Tango», «Paso Doble» y «Piece Montèe». En 2014 Chmerkovskiy volvió a Le Rêve para coreografiar una nueva escena como parte de una mejora de la producción.
Chmerkovskiy coreografeó y participó de la gira de invierno del Dancing with the Stars Tour (2008-2009). La gira comenzó el 17 de diciembre de 2008 y fue programado para detenerse en 34 ciudades.
En el verano de 2014, Chmerkovskiy apareció en múltiples actuaciones del espectáculo de baile en la gira «Ballroom with a Twist».

### Broadway
Chmerkovskiy fue un bailarín en la producción del espectáculo de Broadway, Burn the Floor, cuando se abrió el 25 de julio de 2009. Chmerkovskiy bailó con Karina Smirnoff durante las primeras tres semanas del espectáculo, dejando de participar en Dancing with the Stars. La pareja aprendió su coreografía en sólo dos días. Chmerkovskiy regresó a Burn the Floor en noviembre de 2009 hasta enero de 2010, esta vez junto con Kym Johnson.
Del 9 de julio al 18 de agosto de 2013, protagonizó Forever Tango, un musical de Broadway, bailando y actuando en escena con su expareja de baile Karina Smirnoff.

### Sway: A Dance Trilogy
En 2014 Chmerkovskiy comenzó a actuar en Sway: A Dance Trilogy en Westbury, Nueva York. Él acredita a su padre, Sasha, por la idea del espectáculo. Sway es un espectáculo de bailes de salón con Maksim, su hermano Valentin Chmerkovskiy y Tony Dovolani. En el espectáculo también participan otros bailarines profesionales de Dancing with the Stars, So You Think You Can Dance, y los instructores de baile de los estudios Dance with Me. Sway se divide principalmente en tres secciones distintas: una sección inspirada en el club nocturno de los años 40 con Dovolani, una sección de influencias urbana y hip-hop con Val, y finalmente una sección más orientada a lo latino y a Miami con Maksim.

### Maks and Val on Tour
El 12 de febrero de 2016, Maksim anunció planes para una gira de 45 ciudades en vivo con su hermano menor, Valentin. La gira, titulada Maks & Val Live On Tour: Our Way, comenzó el 15 de junio de 2016. El espectáculo es autobiográfico y cuenta la historia de la vida de los hermanos a través del baile.

### Otros trabajos como coreógrafo
Además de sus coreografías en Dancing with the Stars y La Reve, Chmerkovskiy ha trabajado como coreógrafo en otros proyectos. El coreografió un comercial para el agua Propel. También proporcionó una coreografía para el vídeo musical de la cantante Zendaya, para su canción «Neverland» del «Finding Neverland» de Broadway.

## Otras actividades
Chmerkovskiy es uno de los creadores y directores de Dance Team USA, una organización sin fines de lucro educativa y caritativa dedicada a reclutar, apoyar y capacitar a futuros participantes de baile deportivo.

### Televisión

#### En los Estados Unidos
En 2009, participó en el programa deportivo ABC llamado «The Superstars» y fue emparejado con la esquiadora de freestyle Kristi Leskinen. Ellos ganaron la competencia. Chmerkovskiy también apareció como él mismo en un episodio de 2011 en el reality show de CW, H8R. Él apareció como actor en un episodio en 2012 del programa de TV Land, The Exes. Chmerkovskiy apareció en tres episodios de General Hospital en marzo de 2013, interpretando el papel de Anton Ivanov, quien bailó con el personaje de Kelly Monaco, Sam Morgan durante el Nurses' Ball. En 2016, el y su hermano Valentin, hicieron apariciones de cameo en la serie de Netflix, Fuller House, una secuela del sitcom Full House.

#### Alrededor del mundo
En 2011, Chmerkovskiy fue protagonista de «The Bachelor», en su versión ucraniana. Más tarde comentó a un periódico ucraniano que se arrepintió de haber hecho el programa, diciendo: «Este tipo de proyecto no es para mí». A partir de 2012, él fue el presentador de la versión ucraniana del programa The Cube.
Chmerkovskiy también ha aparecido como juez en «Jhalak Dikhhla Jaa», la versión india de Dancing with the Stars.

## Vida personal
La lengua materna de Chmerkovskiy es la rusa, pero puede entender un poco de ucraniano. Él no hablaba inglés cuando se mudó a los Estados Unidos. Dijo que aprendió inglés leyendo los letreros en Brooklyn. Chmerkovskiy vive principalmente en Fort Lee, Nueva Jersey. Estuvo comprometido con su compañera profesional de DWTS, Karina Smirnoff, durante nueve meses en 2009. En 2012, Chmerkovskiy comenzó a salir con otra profesional de DWTS, Peta Murgatroyd, pero la relación terminó en 2013 después de 10 meses. También tuvo en una relación con la modelo Kate Upton más tarde en ese mismo año. Chmerkovskiy y Murgatroyd regresaron en octubre de 2014. Ambos se comprometieron el 5 de diciembre de 2015, cuando él le propuso matrimonio en el escenario de una actuación de Sway: A Dance Trilogy en Miami, Florida. El hijo de Chmerkovskiy y Murgatroyd, llamado Shai Aleksander, nació el 4 de enero de 2017. Los dos se casaron en una ceremonia judía contemporánea en el Castillo Oheka en Long Island, Nueva York el 8 de julio de 2017. En enero de 2023 anunciaron que iban a tener un segundo hijo, tras varios abortos espontáneos. En junio de 2023 nació su segundo hijo.